# 김정섭 (1965년)
김정섭(金廷燮, 1965년 9월 10일 (1965년 음력 8월 15일) - )은 대한민국의 정치인이다. 제14대 충청남도 공주시장을 역임했다.

## 학력
- 우성초등학교 졸업(48회)
- 우성중학교 졸업(8회)
- 공주고등학교 졸업(57회)
- 고려대학교 정치외교학 학사(84학번)

## 경력
- 대통령비서실 공보수석실
- 대통령비서실 정무행정관
- 대통령비서실 부대변인
- 2011.03 ~ 2012.07: 충청남도 역사문화연구원 경영기획실 실장
- 2012.07 ~ 2013.10: 충청남도 역사문화연구원 원장 직무대행
- 2016.01 ~ 2016.08: 더불어민주당 충청남도당 상근대변인
- 2016.01 ~ 2016.04: 더불어민주당 충청남도당 총선기획단 단장
- 2018.07 ~ 2022.06: 제14대 민선 7기 충청남도 공주시장(초선)
- 2022.10 ~ : 더불어민주당 충청남도당 부위원장

## 논란

### 공직선거법 위반
시민 8000명에게 연하장을 보낸 혐의(공직선거법 위반)로 기소되어 2019년 1월 25일 대전지법 공주지원에서 열린 1심에서 벌금 80만 원을 선고받았다. 2019년 4월 11일 대전고법에서 열린 2심에서 벌금 80만 원을 선고받았다. 검찰이 상고하지 않아 형이 확정되어 시장직을 유지하게 되었다.

## 역대 선거 결과
|  | 37.48% |

|  | 56.68% |

|  | 44.84% |